# Pseudodysderina utinga
Espèce
Pseudodysderina utinga est une espèce d'araignées aranéomorphes de la famille des Oonopidae.

## Distribution
Cette espèce est endémique du Pará au Brésil,.

## Description
Le mâle holotype mesure 1,80 mm et la femelle 2,15 mm.

## Étymologie
Son nom d'espèce lui a été donné en référence au lieu de sa découverte, le parc d'État d'Utinga.

## Publication originale
- Platnick, Berniker & Bonaldo, 2013 : The South American goblin spiders of the new genera Pseudodysderina and Tinadysderina (Araneae, Oonopidae). American Museum Novitates, no 3787, p. 1-43 (texte intégral).